# Tapéguia
Tapéguia est une localité de l'ouest de la Côte d'Ivoire et appartenant au département d'Issia, dans la Région du Haut-Sassandra. La localité de Tapéguia est un chef-lieu de commune.